# India
India – imię żeńskie, wywodzące się od nazwy kraju (Indie) i pośrednio od nazwy rzeki Indus. Ma negatywną opinię Rady Języka Polskiego.